# Ko Min-jung

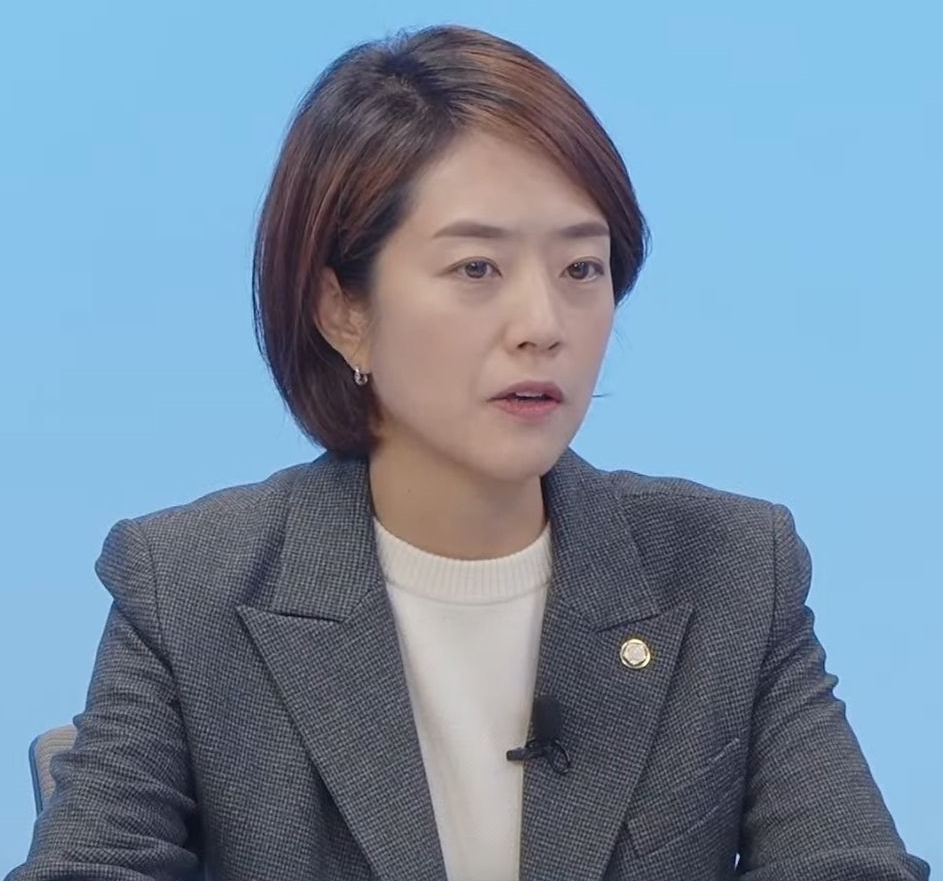
Ko Min-jung

Ko Min-jung (* 23. August 1979 in Seoul, Südkorea) ist eine südkoreanische Politikerin und ehemalige Fernsehmoderatorin des Korean Broadcasting System. Sie amtierte zwischen April 2019 und Januar 2020 als Regierungssprecherin der Regierung von Moon Jae-in. Ko gehört der Deobureo-minju-Partei an.

## Werdegang
Ko studierte chinesische Sprachen und chinesische Literatur an der Kyung-Hee-Universität. 2004 begann sie für KBS zu arbeiten. Im Zuge der Präsidentschaftswahl in Südkorea 2017 war Ko Teil von Moon Jae-ins Wahlkampagne. Nach dessen Sieg wurde sie zunächst zur stellvertretenden Regierungssprecherin ernannt. Nach dem Rücktritt von Kim Eui-kyeom inmitten eines Investment-Skandals rückte Ko zu Moons Regierungssprecherin auf.
Bei der Parlamentswahl in Südkorea 2020 trat sie für ein Abgeordnetenmandat in der Gukhoe im Sitz B des Seouler Gwangjin-gu in einem von den Medien viel beachteten Wahlkampf gegen den ehemaligen Bürgermeister der Millionenmetropole, Oh Se-hoon, entsendet von der Mirae-tonghap-Partei an. In ihrem Wahlprogramm engagierte sie sich vor allem für die Interessen junger Menschen. Ko geriet in die Kritik, als sie in der Fernsehdebatte gegen Oh auf seine ablehnende Haltung und die Frage zu ihrer eigenen Einstellung zur Homosexualität in Südkorea ausweichend antwortete. Sie gewann den Sitz dennoch.
Während der COVID-19-Pandemie in Südkorea, welche in den südkoreanischen Wahlkampf fiel, half Ko mit die Straßen zu desinfizieren.